# Tanyi-Mbianyor Clarkson Oben
Tanyi-Mbianyor Clarkson Oben, né le 12 avril 1961 à Mamfé dans la région du Sud-Ouest du Cameroun, est un homme politique, inspecteur des impôts camerounais et ancien ministre chargé de l’environnement et des forêts du Cameroun.

## Biographie

### Enfance, formation et débuts
Tanyi-Mbianyor Clarkson Oben naît le 12 avril 1961 à Mamfé dans le département de la Manyu de la région du Sud-Ouest du Cameroun, il y grandit. Il fait ses études primaires à l’école publique de Bamenda puis fait ses études secondaires au Lycée bilingue de Buéa. À l’Université de Yaoundé, il fait des études en sciences économiques entre 1980 et 1983. Il entre à l’École nationale d'administration et de magistrature (ENAM) en 1983 et sort en 1985 avec le titre d'Inspecteur des Impôts.

### Carrière professionnelle
En 1985, Tanyi-Mbianyor Clarkson Oben est nommé Contrôleur d’État, puis Inspecteur d’État entre 1989 et 1995. Il devient successivement – secrétaire général du ministère du Travail, de la Prévoyance sociale et de l’Emploi puis celui de ministère du Tourisme. Il est porté à la tête du ministère de l’Environnement et des Forêts de 2002 à 2004,,.